# Achalazja przełyku

Zdjęcie rentgenowskie przełyku po podaniu papki barytowej; widać słup środka cieniującego i objaw „dzioba ptaka”, pozwalające na rozpoznanie achalazji

Achalazja przełyku (kurcz wpustu, łac. cardiospasmus) – choroba, u której podłoża leży podwyższone spoczynkowe ciśnienie i upośledzony rozkurcz dolnego zwieracza przełyku oraz brak perystaltyki pozostałych odcinków przełyku.

## Epidemiologia
Achalazja występuje głównie w wieku 30–60 lat. Zapadalność szacowana jest na około 1/100000/rok. Achalazja stanowi ponad 70% wszystkich pierwotnych zaburzeń motoryki przełyku.

## Etiopatogeneza
Achalazja spowodowana jest brakiem komórek splotu Auerbacha w dolnej części przełyku, skutkiem czego dolny zwieracz nie ulega rozkurczeniu podczas przechodzenia pokarmu. Powoduje to utrudnienie połykania pokarmów początkowo stałych, a następnie także płynnych. Nad przewężeniem przełyk poszerza się na skutek gromadzenia się treści pokarmowej, która często ulega zwracaniu. Stan chorego jest dobry, odżywienie paradoksalnie prawidłowe, co umożliwia różnicowanie z rakiem przełyku, który w momencie dużego zaawansowania dającego objawy dysfagii, objawia się już również chudnięciem i wyniszczeniem pacjenta.
W patogenezie achalazji bierze się także pod uwagę udział czynników autoimmunologicznych, infekcyjnych (głównie wirusy neurotropowe), środowiskowych oraz genetycznych. Pewną rolę może też odgrywać zmniejszenie wydzielania VIP, który uczestniczy w relaksacji mięśni gładkich.

## Objawy kliniczne i przebieg
- dysfagia
- zarzucanie treści pokarmowej do jamy ustnej
- ból w klatce piersiowej
- zgaga
- kaszel
- krztuszenie się
- poszerzony przełyk o gładkich ścianach w badaniu kontrastowym

W wyniku zarzucania treści pokarmowej do dróg oddechowych może dojść do rozwoju zachłystowego zapalenia płuc.

### Powikłania
- zachłystowe zapalenie płuc
- zapalenie błony śluzowej przełyku
- ropień płuca
- uchyłek dalszej części przełyku
- krwawienie
- rak przełyku – ryzyko po kilkudziesięciu latach zwiększa się o około 1–3%

## Rozpoznanie
Rozpoznanie stawia się na podstawie zdjęcia rentgenowskiego przełyku (po podaniu środka kontrastowego) oraz badania endoskopowego. W celu potwierdzenia rozpoznania wykonuje się również manometrię przełyku.
Radiologiczna klasyfikacja zaawansowania achalazji:
- I° – bez zmian w obrazie radiologicznym
- II° – szerokość przełyku < 4 cm
- III° – szerokość przełyku 4–6 cm
- IV° – przełyk poszerzony na całej długości o sigmoidalnym kształcie; oś długa przełyku ulega załamaniu.

Wykładniki achalazji w badaniu manometrycznym przełyku:
- brak perystaltyki przełyku
- zwiększenie ciśnienia spoczynkowego dolnego zwieracza przełyku > 45 mm Hg
- upośledzenie rozkurczu dolnego zwieracza przełyku

### Różnicowanie
- rak przełyku
- inne przyczyny dysfagii

## Leczenie
- dieta rozdrobniona lub papkowata
- unikanie czynników stresogennych
- spanie w pozycji półsiedzącej – zapobieganie zachłyśnięciu
- nifedypina[2]
- diazotan izosorbidu[2]
- leczenie endoskopowe:
  - mechaniczne poszerzanie przełyku[3][4]
  - wstrzyknięcie toksyny botulinowej[3][4]
  - miotomia endoskopowa
- leczenie operacyjne – operacja Hellera, wykonywana również laparoskopowo – wycięcie podłużnego pasma warstwy mięśniowej okrężnej w okolicy wpustu, powodujące jego poszerzenie[3][5][6]